# Apionsoma misakianum
Apionsoma misakianum är en stjärnmaskart som först beskrevs av Ikeda 1904.  Apionsoma misakianum ingår i släktet Apionsoma och familjen Phascolosomatidae. Inga underarter finns listade i Catalogue of Life.